# 坂上香織
坂上 香織（さかがみ かおり、1974年7月29日 - ）は、日本の元女優、元アイドル歌手。長崎県出身。嘉悦女子高等学校卒業。ライジングプロダクション、フロム・ファーストプロダクションに所属していた。

## 来歴・人物

### 生い立ち
実家は長崎市内の割烹料理店（現在は兄が継承し、姉らと飲食店を複数経営)。父はプロレスのプロモーターでもあった。姉2人・兄1人（長姉・次姉・兄）の4人姉兄の末娘である。「香織」の名前は、父が産婦人科に置いてある「良い名前一覧表」から目を閉じて無作為で指差して決められたという。
1986年10月、長崎県内で行われた、歌手・荻野目洋子のコンサート会場でスカウトされ、芸能界デビュー。

### アイドル歌手時代
女優として最初の仕事、グリコ『プリッツ』（1987年）のTV-CF出演を皮切りに、『ガキ大将がやってきた』（1987年、TBS系）でドラマデビュー。その後、『独眼竜政宗』（1987年、NHK）、『太陽の犬』（1988年、日本テレビ系）などに出演。また、1988年8月には東芝EMIより『レースのカーディガン』で歌手デビューし、歌番組やバラエティ番組などにも多く登場した。
CDにおいては、1990年6月に5枚目のシングル『瞳のダイアリー』、7月にはアルバム『ARE YOU READY?』のリリースを最後に、9月にミュージック・ビデオクリップ集、10月にビデオ・シングル・ディスク（VSD）を発売し、アイドル歌手活動を実質的に終了させた。現役時代には1枚もベストアルバムは発売されなかったが、同年11月には東芝EMIの企画盤ベストアルバム『ベストナウ』を発売した。

### その後の芸能活動
1991年に、名前を「坂上かおり」と平仮名に改名するが、2年ほどで本名でもある元の漢字表記に戻す。1993年には、『週刊プレイボーイ』でヌードを披露する。また、その前後にライジングプロダクションからフロム・ファーストプロダクションへ移籍。
その後は濡れ場や汚れ役もいとわず演技の幅を広げており、オリジナルビデオ（Vシネマ）や『ウルトラマンコスモス』、2時間ドラマなどに出演。2008年、GPミュージアムソフトのビデオシネマ出演以降の活動は確認されていない。

### 趣味・特技など
趣味は、3歳より習っていたピアノ、映画鑑賞、料理。料理の腕前に関しては、中学生の頃から煮物等の和食全般が特に得意であった。

### その他のエピソード
3枚目のシングル『プラトニックつらぬいて』には、未収録音源で幻の「VERSION I」と呼ばれるオリジナル・ヴァージョンが存在するため、CDシングルとして発売されたヴァージョンは「VERSION II」である。「VERSION I」は、当時のTBS系バラエティ番組『加トちゃんケンちゃんごきげんテレビ』において、口パクではあるものの、一度だけ公開されたことがある。「VERSION I」の存在については、当時のオフィシャル・ファンクラブ「KAORI倶楽部」の会報において、アルバム『夏休み』収録曲について解説されている。
4枚目のシングル『グッドバイ・マイ・ラブ』で1989年8月17日放送の『ザ・ベストテン』に「今週のスポットライト」で出演した際、共演していたチェッカーズ時代の藤井フミヤのファンであることを明かし、フミヤと握手したことがある。

## 出演

### テレビドラマ
- ガキ大将がやってきた（1987年、TBS） - 神崎留美子
- 大河ドラマ（NHK）
  - 『独眼竜政宗』 第29話「左遷」・第31話「子宝」・第32話「秀次失脚」（1987年） - 駒姫
  - 『春日局』 第4話「別離」 - 第7話「愛の鞭」（1989年） - お江与（少女期）
- オレの妹急上昇（1987年、フジテレビ） - 主演・桜河内みゆき
- 太陽の犬（1988年、日本テレビ） - 主演・江藤久美
- ゴメンドーかけます（1989年、フジテレビ） - 沢村智子
- 世にも奇妙な物語（フジテレビ）
  - 「噂のマキオ」（1990年4月19日） - 主演・山崎奈津子
  - 「ど忘れ」（1991年3月21日） - 主演・岡村みどり
- NHK水曜ドラマ『愛されてますかお父さん』（1990年、NHK） - 田代梢
- 男と女のミステリー『エリ子、十六歳の夏』（1990年、フジテレビ）
- 浮浪雲（1990年 - 1991年、TBS） - お松
- あなたの知らない世界 不思議な愛の物語『兄妹』（1990年、日本テレビ）
- 透明な糸（1990年11月12日、関西テレビ）
- ナショナル劇場『水戸黄門』（C.A.L・TBS）
  - 第20部 第19話「姫様騙って悪退治 -長崎-」（1990年） - 沙織
  - 第21部 第1話「悪鬼が巣喰う岡崎城 -水戸・岡崎-」（1992年） - 鶴姫
  - 第23部 第36話「迷子になった黄門様 -岐阜-」（1995年） - 理絵
  - 第26部 第23話「京の都に恋の花 -京都-」（1998年7月20日） - おぬい
- NHKスペシャル・ニューウェーブドラマ『秋桜 -COSMOS-』（1991年8月2日、NHK）
- ルージュの伝言（1991年、TBS系）
  - VOL.22「ESPER」
- 花王ファミリースペシャル『千代の富士物語 』第1部（1991年、フジテレビ） - 秋元佐登子
- また又・三匹が斬る! 第16話「偽三匹、どんでん返しの離れ業」（1991年、テレビ朝日） - 小雪
- 実録犯罪史シリーズ『新説・三億円事件 史上空前の現金強奪!! 少年A犯行の全真相…!?』（1991年、フジテレビ）
- 太平洋戦争開戦50年特別企画『女たちの太平洋戦争 ～15歳の手記より～』（1991年12月3日、ABCテレビ）
- 妻たちの劇場『面影ホテル』（1992年、フジテレビ） - 島崎祐子
- NHK金曜ドラマ『六畳一間一家六人』（1992年、NHK）
- 木曜ドラマシティ『いのちの絆』（1992年、読売テレビ）
- 腕におぼえあり 第3シリーズ 第6話「過去の男」（1993年、NHK）
- 銭形平次 （フジテレビ、東映）
  - 第4シリーズ 第7話「鏡の向う側」（1994年） - お糸
  - 第7シリーズ 第2話「白い脅迫状」（1998年） - おいく
- 毎度ゴメンなさぁい（1994年、TBS） - 木村静
- 土曜ワイド劇場（テレビ朝日）
  - 『南紀殺人回流 〜美談の主が殺された!美人ライターが追う、2人の父の裏の顔〜』（1993年） - 景山美音子
  - 『駅弁探偵殺人事件 殺意の上信越 湯けむり旅行』（1995年） - 倉田由香
  - 山村美紗サスペンス『京都お見合いツアー殺人事件 〜死の切り文字が祇園に舞う!地上50m空中露天風呂に浮かぶ死美人…〜』（1997年11月1日） - 堀井しのぶ
  - 『名探偵由利麟太郎 蝶々殺人事件』（1998年） - 相良千恵子
  - 『車椅子の弁護士・水島威 婚約者に殺された女?』（1999年） - 山林さやか
  - 『松本清張没後10年企画・疑惑』（2003年） - 広田幸子
  - 「温泉若おかみの殺人推理13」（2003年） - 水沢尚子
- みにくいアヒルの子（1996年、フジテレビ）
- ウイークエンドドラマ『金魚のフン』（1996年、テレビ朝日） - 銀子
- 金さんVS女ねずみ 第13話「おさわり茶屋殺人事件」（1998年、テレビ朝日）
- 月曜ドラマスペシャル山村美紗サスペンス「検視官江夏冬子5」京都慕い雛殺人事件（2000年） - 芦川美子
- ウルトラマンコスモス（2001年 - 2002年、MBS） - シノブ
- アイノウタ 第20話 - 第22話（2002年、BS-i）ゲスト - 藤本美登里
- ケータイ刑事 銭形愛 第5話「消えた凶器の謎 〜チューボーですよ殺人事件〜」（2002年、BS-i） - 小田マリ
- 火曜サスペンス劇場『父と娘の真実』（2002年、NTV） - 吉崎久美子
- 月曜ミステリー劇場（TBS）
  - 『万引きGメン・二階堂雪9 離婚願望』（2002年） - 福田みさき
  - 『検事 沢木正夫 殺意の分岐点』（2004年6月7日） - 財部優子
  - 『警察庁特別広域捜査官 宮之原警部シリーズ2 菜の花幻想殺人事件』（2006年2月13日） - 葛生胡子
- 愛のソレア（2004年、東海テレビ） - 澄江
- 特命係長 只野仁 2ndシーズン 第18話「二つの顔を持つ女」（2005年、テレビ朝日） - 多賀千恵子 / 多賀美恵子（二役）
- 水曜ミステリー9（テレビ東京）
  - 『旅行作家・茶屋次郎6 伊豆狩野川殺人事件』（2006年） - 岡本真理子
  - 『芸者小春姐さんスペシャル奮闘記 宵待草殺人事件 〜記憶喪失の女と名画に秘められた真実絢爛豪華!涙の芸者引退式!〜』（2006年） - お葉
- 愛の劇場『砂時計』（2007年、TBS） - 田崎遥

### ネットドラマ
- レンタル彼氏〜私、男買ってます〜 第7話（2006年2月20日、USEN／GyaO）

### 映画
- …これから物語 〜少年たちのブルース〜（1988年、東宝） - 矢沢麻由美
- 押忍!!空手部（1990年、松竹） - 本田桃千代
- 電影少女 -VIDEO GIRL AI-（1991年、東宝） - 主演・天野あい
- 罪と罰 ドタマかちわったろかの巻（1994年、ヒーロー） - 進藤美沙子
- 突然炎のごとく（1994年、ビターズ・エンド） - 主演 ・かおり
- 麗霆゛子レディース 総長最後の日（1995年、パル企画） - 右近かおり
- 花より男子（1995年、東映） - 三条桜子
- 修羅がゆく2 戦争勃発（1996年、東映） - 幸子
- 藪の中 （1996年） - 主演・金沢真砂
- のど自慢（1999年、東宝） - ピーコちゃんの先輩
- 新・男樹 完結編（2000年、ミュージアム） - 舞
- ブギーポップは笑わない Boogiepop and Others（2000年、メディアワークス / 東映ビデオ）
- ウルトラマンコスモス2 THE BLUE PLANET（2002年、松竹） - ミズキ シノブ（水木忍）副隊長
- ウルトラマンコスモスVSウルトラマンジャスティス THE FINAL BATTLE（2003年、松竹） - ミズキ シノブ（水木忍）
- 怪談新耳袋 劇場版 「残煙 -Wisps of Smoke-」（2004年、スローラーナー）
- カチコミ刑事 オンドリャー!大捜査線 〜心斎橋を封鎖せよ〜（2005年、アートポート） - 拍手花乃
- ヒョンジェ-兄貴-（2006年、フリースタイル）
- 紅蜘蛛女（2005年香港製作 / 2006年日本公開、アートポート） - 主演・由美
- 紅薔薇夫人（2006年、日活 / 新東宝映画） - 主演・有川美希
- 口裂け女（2007年、トルネード・フィルム） - 田村早織
- 巨乳をビジネスにした男（2007年、エクセレントフィルム / GPミュージアムソフト） - 芸能プロダクション「ソレイユエンターテインメント」副社長

### Vシネマ
- 難波金融伝ミナミの帝王7「銀次郎 VS 悪徳弁護士」（1995年、ジーダス） - なつみ
- シュガー 天使の咆哮（1996年8月、にっかつビデオ）
- 皆殺しの天使 〜ビデオの中に悪魔がいる〜（1997年7月、ミュージアム） - ユウカ
- 卍（1998年3月、ギャガ） - 主演・園子
- Another XX マトリの女（1998年5月、東映ビデオ） - 主演・葉子
- ヤンママトラッカー シリーズ（1999年 - 2003年 全5作、GPミュージアムソフト） - 主演・ケイ
  1. ヤンママトラッカー 〜飛龍伝〜（1999年2月）
  2. 新・ヤンママトラッカー 〜けじめつけます〜（2000年4月）
  3. 新・ヤンママトラッカー 〜ケイVS美咲 宿命の対決編〜（2000年12月）
  4. 新・ヤンママトラッカー 〜激突!夢街道編〜（2001年8月）
  5. 新・ヤンママトラッカー 〜涙街道・爆走かぐや姫！〜（2003年1月）
- 熱血!二代目商店街（1999年） - 加代（居酒屋）
- 大阪極道戦争外伝 シャブ極道 〜暴発篇〜（1999年8月、大映） - 美代子
- 組織暴力 流血の仁義（1999年8月、東映ビデオ）
- 組織暴力 流血の仁義2（1999年11月、東映ビデオ）
- 実録・鯨道2 土佐遊侠外伝 抗争完結編（2000年、GPミュージアムソフト）
- ミス・タクシードライバー 裏切らない女（2002年、レジェンド・ピクチャーズ） - 由美
- 実録 ぼったくり 〜風営法全史〜（2003年12月、GPミュージアムソフト） - ヒトミ
- 総長賭博（2004年7月、GPミュージアムソフト） - 熊谷の妻
- 実録・広島四代目（2004年、GPミュージアムソフト） - 沖本の妻
- 実録・武闘派極道史 八西会跡目抗争（2006年2月、GPミュージアムソフト） - タカコ(スナック純のママ、雨宮組組長の女)
- 実録・大日本菊水会 〜双龍伝〜（2007年2月、GPミュージアムソフト） - テル(北村守の妻)
- 実録・大日本菊水会 〜双龍伝〜 完結編（2007年4月、GPミュージアムソフト） - テル(北村守の妻)
- 白竜6 仁義の火群(ほむら)（2008年11月、GPミュージアムソフト） - アサミ(ホステス、二代目南洲組組員中本新一の姉)

### ラジオ
- 香織の少し愛して（1988年 - 1989年、TBSラジオ）
- 青春アドベンチャー（『超能力はワインの香り』（1992年、NHKFM）- 主演・ 赤坂紫

### CM
- 江崎グリコ（1987年 - 1988年）
  - 『プリッツ』（1987年）
    - 「フレッシュバタープリッツ」、「サラダプリッツ」
    - グリコアイス『あずき自慢』（1988年） - ※関西地区限定オンエア
    - グリコアイス キャンペーン「しゃべっ太くん」プレゼント告知（1988年）
- 資生堂『ヘアコロン ジェルズ シャンプー&リンス』（1987年） - ※声は別人による吹き替え
- 森永製菓（1989年）
  - 森永アイス『チョコモナカ デラックス』
  - 森永チョコレート『リド』
- テルモ『プチック』（1990年）
- 北越銀行（1991年 - 1992年）

### ゲーム
- 山村美紗京都鞍馬山荘殺人事件（1994年3月20日、3DOゲーム、パック・イン・ビデオ）
- グランディアIII（2005年8月4日） - ヴィオレッタ

### イメージキャラクター、スチールなど
- 総務庁（1987年）

青少年対策本部「ひとりで悩むの、よくないと思う」スチール
都道府県教育委員会連合会  ボランティア啓発キャンペーン「ボランティアしよう!」スチール
- NTT 長崎県「春のかおり」イメージキャラクター（1987年）
- JR東日本 スーパーひたち イメージキャラクター（1988年 - 1989年）
- 公営交通事業協会 公営交通利用促進キャンペーン「街のハート」ポスター（1990年）
- 厚生労働省 全国労働衛生週間ポスター（1990年）
- 消防庁 / （社）日本損害保険協会 秋の全国火災予防運動「まず消そう 火への鈍感 無関心」ポスター（1990年）

## ディスコグラフィー

### シングル
|                     | 発売日              | タイトル               | c/w                 | 規格                | 規格品番            | オリコン最高位      |
| 東芝EMI / EASTWORLD | 東芝EMI / EASTWORLD | 東芝EMI / EASTWORLD    | 東芝EMI / EASTWORLD | 東芝EMI / EASTWORLD | 東芝EMI / EASTWORLD | 東芝EMI / EASTWORLD |
| ------------------- | ------------------- | ---------------------- | ------------------- | ------------------- | ------------------- | ------------------- |
| 1st                 | 1988年8月24日       | レースのカーディガン   | Privacy             | EP                  | RT07-2140           | 7位                 |
| 1st                 | 1988年8月24日       | レースのカーディガン   | Privacy             | CT                  | ZX10-6150           | 7位                 |
| 1st                 | 1988年8月24日       | レースのカーディガン   | Privacy             | 8cmCD               | XT10-2040           | 7位                 |
| 2nd                 | 1988年11月30日      | 赤いポシェット         | 不思議なオルゴール  | EP                  | RT07-2246           | 7位                 |
| 2nd                 | 1988年11月30日      | 赤いポシェット         | 不思議なオルゴール  | CT                  | ZX10-6246           | 7位                 |
| 2nd                 | 1988年11月30日      | 赤いポシェット         | 不思議なオルゴール  | 8cmCD               | XT10-2246           | 7位                 |
| 3rd                 | 1989年4月26日       | プラトニックつらぬいて | Boyfriend           | EP                  | RT07-2325           | 9位                 |
| 3rd                 | 1989年4月26日       | プラトニックつらぬいて | Boyfriend           | CT                  | ZX10-6325           | 9位                 |
| 3rd                 | 1989年4月26日       | プラトニックつらぬいて | Boyfriend           | 8cmCD               | XT10-2325           | 9位                 |
| 4th                 | 1989年7月26日       | グッドバイ・マイ・ラブ | もう一度振り向いて  | EP                  | RT07-2404           | 22位                |
| 4th                 | 1989年7月26日       | グッドバイ・マイ・ラブ | もう一度振り向いて  | CT                  | ZX10-6404           | 22位                |
| 4th                 | 1989年7月26日       | グッドバイ・マイ・ラブ | もう一度振り向いて  | 8cmCD               | XT10-2404           | 22位                |
| 5th                 | 1990年6月27日       | 瞳のダイアリー         | BABY I MISS YOU     | 8cmCD               | TODT-2530           | 50位                |
| 5th                 | 1990年6月27日       | 瞳のダイアリー         | BABY I MISS YOU     | CT                  | TOST-2530           | 50位                |

### 未収録音源
| タイトル                             | 作者                                         | 備考 |
| ------------------------------------ | -------------------------------------------- | --- |
| プラトニックつらぬいて （VERSION I） | 作詞: 松本隆 作曲: 後藤次利 編曲: 後藤次利   | 発売されているシングルとはコーラス箇所含むアレンジと一部の譜割りが異なる音源 |
| 気をつけて Do It Again               | 作詞: 角松敏生 作曲: 角松敏生 編曲: 角松敏生 | テレビ朝日『歌謡びんびんハウス』エンディング・テーマ 当初は5thシングルとして1990年6月6日に発売予定であったが、『瞳のダイアリー』 が5thシングルとして同年6月27日に発売決定したため、2ndビデオ『Triangle plus Making』のみに収録された楽曲 |

### アルバム

#### オリジナルアルバム
|                     | 発売日              | タイトル            | 規格                | 規格品番            | オリコン最高位      |
| 東芝EMI / EASTWORLD | 東芝EMI / EASTWORLD | 東芝EMI / EASTWORLD | 東芝EMI / EASTWORLD | 東芝EMI / EASTWORLD | 東芝EMI / EASTWORLD |
| ------------------- | ------------------- | ------------------- | ------------------- | ------------------- | ------------------- |
| 1st                 | 1988年12月28日      | 季節のプロローグ    | LP                  | RT28-5375           | 57位                |
| 1st                 | 1988年12月28日      | 季節のプロローグ    | CT                  | ZT28-5375           | 57位                |
| 1st                 | 1988年12月28日      | 季節のプロローグ    | CD                  | CT32-5375           | 57位                |
| 1st                 | 2003年11月27日      | 季節のプロローグ    | CD                  | TOCT-25244          | 圏外                |

#### カバーアルバム
|                     | 発売日              | タイトル            | 規格                | 規格品番            | オリコン最高位      |
| 東芝EMI / EASTWORLD | 東芝EMI / EASTWORLD | 東芝EMI / EASTWORLD | 東芝EMI / EASTWORLD | 東芝EMI / EASTWORLD | 東芝EMI / EASTWORLD |
| ------------------- | ------------------- | ------------------- | ------------------- | ------------------- | ------------------- |
| 1st                 | 1989年8月9日        | 夏休み              | CD                  | CT32-5470           | 39位                |
| 1st                 | 1989年8月9日        | 夏休み              | CT                  | ZT28-5470           | 39位                |
| 2nd                 | 1990年7月25日       | ARE YOU READY?      | CD                  | TOCT-5749           | 75位                |
| 2nd                 | 1990年7月25日       | ARE YOU READY?      | CT                  | TOTT-5749           | 75位                |

#### ベストアルバム
|                     | 発売日              | タイトル                                        | 規格                | 規格品番            | オリコン最高位      |
| 東芝EMI / EASTWORLD | 東芝EMI / EASTWORLD | 東芝EMI / EASTWORLD                             | 東芝EMI / EASTWORLD | 東芝EMI / EASTWORLD | 東芝EMI / EASTWORLD |
| ------------------- | ------------------- | ----------------------------------------------- | ------------------- | ------------------- | ------------------- |
| 1st                 | 1990年11月24日      | ベストナウ                                      | CD                  | TOCT-9072           | 圏外                |
| 1st                 | 1990年11月24日      | ベストナウ                                      | CT                  | ZT28-9072           | 圏外                |
| 2nd                 | 2003年3月19日       | ゴールデン☆ベスト 坂上香織                      | CD                  | TOCT-10910          | 圏外                |
| 2nd                 | 2013年11月27日      | ゴールデン☆ベスト 坂上香織 スペシャル・プライス | CD                  | TYCN-60171          | 圏外                |

### 映像作品
|                     | 発売日              | タイトル                     | 規格                | 規格品番            |
| 東芝EMI / EASTWORLD | 東芝EMI / EASTWORLD | 東芝EMI / EASTWORLD          | 東芝EMI / EASTWORLD | 東芝EMI / EASTWORLD |
| ------------------- | ------------------- | ---------------------------- | ------------------- | ------------------- |
| 非売品              | 1988年              | レースのカーディガン         | VHS                 |                     |
| 1st                 | 1988年9月23日       | 香織の、―わたし ものがたり。 | VHS                 | FK030-7001H         |
| 1st                 | 1988年9月23日       | 香織の、―わたし ものがたり。 | Beta                | FK030-7001F         |
| 1st                 | 1988年9月23日       | 香織の、―わたし ものがたり。 | LD                  | FV025-7001          |
| 2nd                 | 1990年9月27日       | Triangle plus Making         | VHS                 | TOVF-7014           |
| 2nd                 | 1990年9月27日       | Triangle plus Making         | LD                  | TOMF-7014           |
| 3rd                 | 1990年10月24日      | Baby I Miss You              | VSD                 | TOFF-7010           |

### タイアップ一覧
| 曲名                   | タイアップ                                                      | 収録作品                           |
| ---------------------- | --------------------------------------------------------------- | ---------------------------------- |
| レースのカーディガン   | フジテレビ系アニメ『キテレツ大百科』主題歌                      | シングル「レースのカーディガン」   |
| プラトニックつらぬいて | フジテレビ系放映アニメーション『らんま1/2』エンディング・テーマ | シングル「プラトニックつらぬいて」 |
| Boyfriend              | 森永アイス『チョコモナカ DX』TV-CFソング                        | シングル「プラトニックつらぬいて」 |
| 瞳のダイアリー         | テルモ・プチックCMソング                                        | シングル「瞳のダイアリー」         |
| 瞳のダイアリー         | テレビ朝日『歌謡びんびんハウス』エンディング・テーマ            | シングル「瞳のダイアリー」         |
| 狼のブルース           | Vシネマ『新ヤンママトラッカー』主題歌                           | 未音源化                           |

## 写真集
- 高純度プラトニック（1989年4月25日、ワニブックス、撮影：渡辺達生）ISBN 978-4847021091
- たったひとつのパレット(ORE BOOKS)（1990年7月16日、講談社、撮影：木村晴）ISBN 978-4061031104
- FLOWERS（1993年12月15日、集英社、撮影：大村克巳）ISBN 978-4087802023
- yin&yang（陰陽）（1995年12月、集英社、撮影：中村昇）ISBN 978-4087802160
- violeta（1996年9月、ぶんか社、撮影：武藤義）ISBN 978-4821121106
- KAORI SAKAGAMI（1997年12月、ブックマン社、撮影：北村崇）ISBN 978-4893083357
- With You（1999年4月、バウハウス、撮影：松本ユウジ）ISBN 978-4894611399